# Лу Хаоцзе
Лу Хаоцзе́ (кит. упр. 陆浩杰, пиньинь  Lù Hàojié, род.3 августа 1990) — китайский тяжелоатлет, призёр Олимпийских игр.

## Биография
Лу Хаоцзе родился в 1990 году в городском уезде Чжанцзяган городского округа Сучжоу провинции Цзянсу. В начальной школе увлёкся тяжёлой атлетикой, и в 2000 году поступил в чжанцзяганскую спортшколу. В 2007 году вошёл в сборную провинции, в 2011 — в национальную сборную.
На Олимпийских играх 2012 года Лу Хаоцзе завоевал серебряную медаль.